# Counter-Strike Online 2
Counter-Strike Online 2 (viết tắt là CSO2) là một trò chơi máy tính thuộc thể loại bắn súng góc nhìn thứ nhất sắp tới và là phần tiếp theo của game năm 2008 Counter-Strike Online, đồng thời còn là mục tiêu hướng tới thị trường game của châu Á. Game sử dụng Source engine cho phép đồ họa tốt hơn so với người tiền nhiệm của nó và các trang bị và vũ khí phức tạp hơn. Game cũng sẽ sử dụng phương thức kinh doanh free-to-play và vi thanh toán. Counter-Strike Online 2 đã kết thúc quá trình Open Beta Test (OBT) kể từ tháng 12 năm 2013 và sẵn sàng cho khởi động thương mại hiện nay.

Năm 2018, Các máy chủ của CSO2 đều đồng loạt đóng cửa. Thay vào đó, người chơi sẽ chỉ chơi các bản mod offline với máy (BOT). Muốn chơi online với nhau thì phải tạo các mạng LAN ảo.

Vào ngày 26 tháng 8 năm 2022, GPlay đã phát hành CSO2 ở thị trường Việt Nam với phiên bản "Alpha test" mặc dù còn khá nhiều bug, ngôn ngữ, tính năng game còn chưa được cập nhật hết,... Dự kiến game sẽ ra mắt chính thức vào tháng 9 tới. Nhưng rất tiếc là chỉ đến những tháng đầu năm 2023, NPH GPlay đã ngưng phát hành trò chơi này.